# Mettupalayam
Mettupalayam là một thành phố và khu đô thị của quận Coimbatore thuộc bang Tamil Nadu, Ấn Độ.

## Nhân khẩu
Theo điều tra dân số năm 2001 của Ấn Độ, Mettupalayam có dân số 66.313 người. Phái nam chiếm 50% tổng số dân và phái nữ chiếm 50%. Mettupalayam có tỷ lệ 73% biết đọc biết viết, cao hơn tỷ lệ trung bình toàn quốc là 59,5%: tỷ lệ cho phái nam là 79%, và tỷ lệ cho phái nữ là 68%. Tại Mettupalayam, 10% dân số nhỏ hơn 6 tuổi.